# Dick Jales
Richard Alexander Jales (3 tháng 4 năm 1922 - tháng 7 năm 2004) là một cầu thủ bóng đá người Anh thi đấu ở vị trí hậu vệ trái và left half ở Football League cho Aldershot.